# Жохов, Иван Васильевич
Жохов, Иван Васильевич (14 мая 1914, Кульнево, Калужская губерния — неизвестно) — один из руководителей партизанского движения в Минской и Брестской областях.

## Биография
Родился в крестьянской семье. В возрасте трёх лет потерял отца, воспитывался матерью. В 1925 году окончил семилетнюю сельскую школу и до 1931 года занимался крестьянским трудом в своем личном хозяйстве. В 1931 году поступил в Калужский педагогический техникум. В декабре 1932 года, из-за болезни матери, был вынужден оставить учёбу и вернуться в родной дом. С января 1933 по июль 1934 года занимал должность управделами в Детчинском РК ВЛКСМ. С июля 1934 года работал в Детчинской райконторе связи инструктором «Союзпечати», главным кассиром и РОНП. С октября 1935 по июль 1936 года курсант Рязанской областной Советской партийной школы (ОСПШ). С августа 1936 по ноябрь 1936 года занимал должность зав. отделом Детчинского РК ВЛКСМ и одновременно работал старшим пионервожатым в Детчинской средней школе. В ноябре 1936 года призван в ряды РККА. Проходил срочную службу сначала курсантом в полковой школе, потом командиром отделения. Закончил срочную службу в должности командира эскадрона связи 1-й Отдельной Особой кавалерийской дивизии им. Сталина. С января 1939 года по ноябрь 1939 года работал заведующим отделением Мособлкино в Ново-Петровском районе Московской области. С декабря 1939 занимал должность управделами в Ново-Петровском РК ВКП(б). В январе 1940 года добровольцем ушёл на фронт. До 30 марта 1940 года воевал на Советско-финляндской войне в 12 легко-лыжном батальоне. С мая 1940 по 14 октября 1941 года работал Ново-Петровском РО НКВД Московской области. В апреле 1941 года Ново-Петровском районным комитетом ВКП(б) принят в члены коммунистической партии.

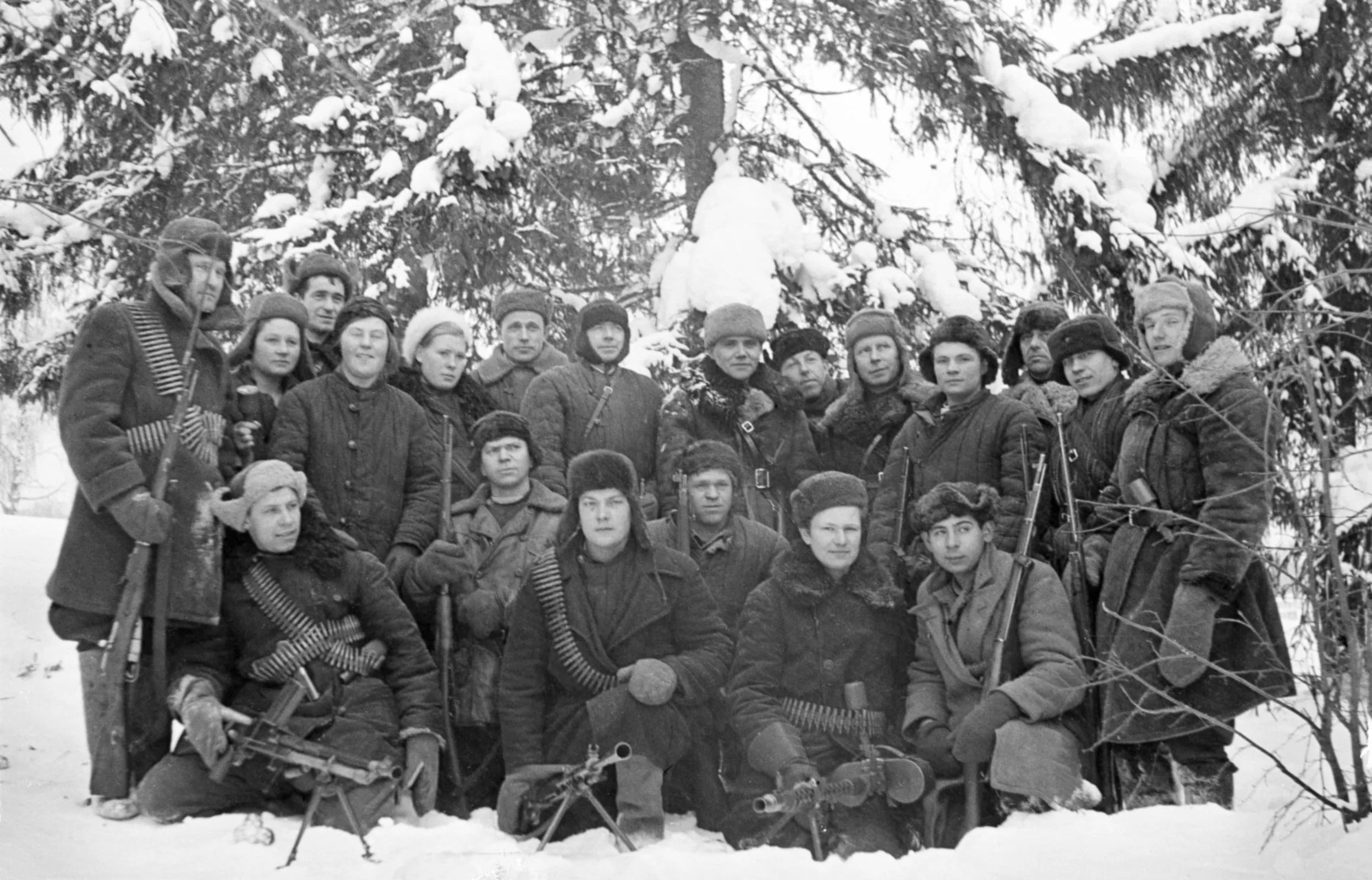
Партизанский отряд "Сын" Ново-Петровского района.

С октября 1941 года — комиссар партизанского отряда «Сын» в Московской области, с января 1942 года — комиссар партизанского отряда истребительного мотострелкового полка НКВД Москвы и Московской области. С августа 1942 года в Белоруссии: командир, комиссар отряда, в марте 1943 года — феврале 1944 года комиссар, одновременно в ноябре 1943 года — марте 1944 года командир партизанской бригады имени А. К. Флегонтова, член Пуховичского, Малоритского подпольных райкомов КП(б)Б. С 1944 на партийно-хозяйственной работе.
В Ново-Петровском районе были созданы два партизанских отряда: один — из работников партактива, который так и назывался «Отряд партактива», второй — под названием «Сын», в который вошли работники МВД и комсомольцы.
В историю партизанского движения всей Беларуси он попал как автор инициативы о введении т. н. «социалистического соревнования» среди партизан накануне и во время «рельсовой войны».
После войны Жохов И. В. частый гость у школьников, приезжал на встречи в Рассоху.

## Награды
Награжден орденом Красной Звезды и десятью медалями.
В феврале 1943 года представлен к ордену Ленина и званию Героя Советского Союза. Представление подписали: Ф. Ф. Тараненко — командир партизанской бригады имени А. К. Флегонтова; Г. Р. Чернявский — комиссар бригады; В. И. Бобков — начальники штаба бригады; М. Л. Кучера — секретарь Малоритского подпольного РК КБ(б)Б. В апреле 1944 года секретарь Малоритского подпольного РК КБ(б)Б  М. Л. Кучера повторно ходатайствует о присвоении И. В. Жохову звания Героя Советского Союза.
В 1985 году награждён орденом Отечественной войны II степени.